# الحرب الإيطالية 1499-1504
الحرب الإيطالية الثانية (1499-1504) وتعرف أحياناً باسم حرب لويس الثاني عشر الإيطالية أو الحرب على نابولي كانت الحرب الثانية في سلسلة الحروب الإيطالية؛ دارت الحرب في المقام الأول بين لويس الثاني عشر ملك فرنسا وفرناندو الثاني ملك أراغون بمشاركة من القوى الإيطالية. في أعقاب الحرب الإيطالية الأولى، كان لويس مصمماً على الاستمرار في مطالبته بعرشي ميلان ونابولي. في 1499 غزا لويس الثاني عشر لومبارديا وسيطر على ميلانو، التي كان لديه حق في المطالبة بها عبر جدته لأبيه فالنتينا فيسكونتي.

## الحرب الإيطالية الثانية
ردًا على تهديدات جمهورية البندقية ومملكة نابولي، دعا دوق ميلانو لودوفيكو سفورزا ملك فرنسا إلى إيطاليا لحماية ميلان من أعدائها. استجابة لطلب المساعدة هذا، جاء شارل الثامن ملك فرنسا لمساعدة سفورزا بغزو إيطاليا في الحرب الإيطالية الأولى (1494-1498). ومع ذلك، ففي المعركة الأولى لتلك الحرب – معركة فورنوفو في 6 يوليو 1495 – تغير لودوفيكو سفورزا فجأة وبشكل غير متوقع. فقد انضم إلى البندقية ومملكة نابولي ضد الفرنسيين.[بحاجة لمصدر]
توفي شارل الثامن في 7 أبريل 1498 وخلفه لويس الثاني عشر ملك فرنسا. على الفور، أبرم الملك لويس تحالفًا مع جمهورية البندقية وحصل على بعض المرتزقة السويسريون وغزا دوقية ميلانو بشرط تقسيم الأراضي اللومباردية بين البندقية وفرنسا. قُدم الدعم البابوي للحملة مقابل أن يقدم  لويس الثاني عشر الدعم العسكري لحملات تشيزري بورجا في رومانيا. عاد لودوفيكو سفورزا، بعد أن استأجر أيضًا جيشًا من المرتزقة السويسريين، إلى ميلانو ليجدها محتلة من قبل جيان جياكومو تريفولزيو، الذي انضم إلى الفرنسيين. سرعان ما تشتت جيش لودوفيكو، وسُجن هو نفسه في فرنسا. بعد الإطاحة النهائية بسفورزا، عملت دوقية ميلانو، على مدار الإثني عشر عامًا التالية، كمعقل فرنسي وقاعدة لمزيد من المغامرات العسكرية الفرنسية في إيطاليا.[بحاجة لمصدر]
مع اقتراب موسم الحملة الصيفية لعام 1500، قَلِق لويس الثاني عشر بشأن نوايا إسبانيا الموحدة حديثًا في الغرب إذا انتقل إلى إيطاليا شرقًا. كان لعواهل إسبانيا فرناندو وإيزابيلا مخاوف من التقارب الجديد بين لويس الثاني عشر والقوى الإيطالية. ظهر احتمال من أن تُغزا فرنسا من الغرب، بينما كان لويس الثاني عشر وجيوشه في إيطاليا، وبالتالي إشراك لويس في حرب على جبهتين. لتجنب هذا الاحتمال، وقع لويس اتفاقية مع إسبانيا لتقسيم غنائم نابولي بين فرنسا وإسبانيا عند غزو نابولي. كانت هذه هي معاهدة غرناطة التي وقعت في 11 نوفمبر 1500.
كانت معاهدة غرناطة وثيقة فارقة ومقبولة من قبل البابا ألكسندر السادس. نما النفوذ الإسباني فيما بعد وطارد لويس وخلفائه على عرش فرنسا.[بحاجة لمصدر]
عند مطالبته بميلانو، زعم الملك لويس الثاني عشر أنها إرث عائلي لدعم مطالبته بدوقية ميلانو. على أي حال، في نابولي، لم يكن للويس ميراث ليطالب به. بدلًا من ذلك، توقفت مطالبته لنابولي بالكامل على مزاعم تشارلز الثامن واحتلاله المؤقت لنابولي. كان هذا يسمى «الميراث الأنجوي» وصل الميراث الأنجوي إلى تشارلز الثامن في وقت مبكر من عام 1481 وكان أساس حملة تشارلز العسكرية على نابولي عام 1495. ادعى لويس الثاني عشر بحقه بالميراث الأنجوي فقط لأنه كان خليفة تشارلز الثامن على عرش فرنسا. تولى فريدريكو الرابع، ملك نابولي في ذلك الوقت، عرش نابولي بعد وفاة ابن أخيه فرديناندو الثاني عام 1496. كان فرديناندو الثاني ابن ألفونسو الثاني ملك نابولي. تنازل ألفونسو الثاني عن عرش نابولي لتشارلز الثامن في عام 1495. وهكذا اعتُبر كل من فرديناندو وعمه فريدريكو الرابع ورثة غير شرعيين للملكية النابولية التي تحق  لملك فرنسا، الذي كان لويس الثاني عشر في ذلك الوقت.[بحاجة لمصدر]
وافق لويس الثاني عشر وإيزابيل وفرناندو، ملوك إسبانيا، على هذه الشروط في 11 نوفمبر عام 1500 في معاهدة غرناطة، ووافق البابا ألكسندر السادس، الملك الاسمي الأعلى لمملكة نابولي، على هذه الصفقة في 25 يونيو 1501.
وفقًا لمعاهدة غرناطة، استولى الجيشان الفرنسي والإسباني على نابولي في 2 أغسطس 1501. على الرغم من أن الاتفاق كان أن يتولى لويس الثاني عشر عرش نابولي، لكن سرعان ما اختلف لويس وملوك إسبانيا حول تقسيم بقية الغنائم. وسرعان ما اندلعت الحرب مرة أخرى بين فرنسا وإسبانيا.[بحاجة لمصدر]